# Potamída
Potamída, en grec moderne : Ποταμίδα, est un village du dème de Kissamos, dans le district régional de La Canée, de la Crète, en Grèce. Selon le recensement de 2011, la population de Potamída compte 224 habitants. Le village est situé à une altitude de 40 m et à une distance de 41 km de La Canée.

## Recensements de la population
| Recensements | 1900 | 1920 | 1928 | 1940 | 1951 | 1961 | 1971 | 1981 | 1991 | 2001 | 2011 |
| ------------ | ---- | ---- | ---- | ---- | ---- | ---- | ---- | ---- | ---- | ---- | ---- |
| Population   | -    | 418  | 359  | 386  | 373  | 321  | 292  | 266  | -    | 228  | 224  |